# Opération Silver Back
L'opération Silver Back est menée par la Belgique au Rwanda, du 10 au 14 avril 1994, parallèlement à l'opération Amaryllis française, après l'attentat du 6 avril 1994. Les deux opérations ont pour but d'évacuer les ressortissants étrangers, principalement les belges et les français, dont la vie est menacée pendant les événements du génocide. 
La Belgique, au cours de cette opération, a évacué plus de 1 200 personnes dont 1 000 belges et, in extremis, plus de 200 rwandais. Ces derniers, essentiellement des Tutsi, avaient été refoulés par l'Opération Amaryllis sur le tarmac de l'aéroport de Kigali alors que les accès à cet aéroport étaient gardés par les tueurs : le chef de l'opération française, le colonel Henri Poncet, ne procédait à l'évacuation des rwandais qu’à partir de listes de noms qu’il détenait de l'ambassade de France.